# Rickard Sandler

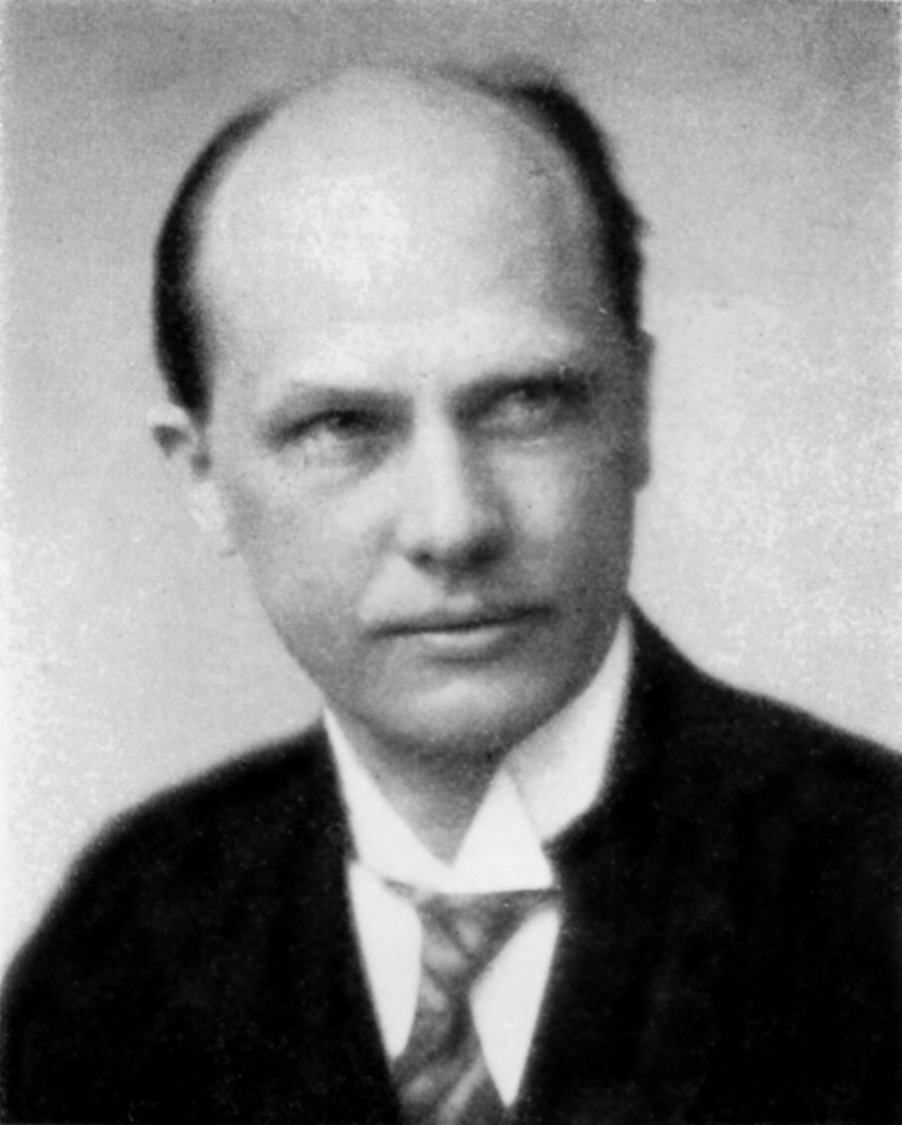
Rickard Sandler

Rickard Johannes Sandler (* 29. Januar 1884 in Torsåker; † 12. November 1964 in Stockholm) war ein schwedischer Politiker und Ministerpräsident von Schweden (Sveriges Statsminister).

## Studium und berufliche Laufbahn
Der Sohn des Volkshochschulrektors und späteren Reichstagsabgeordneten Johan Sandler absolvierte zunächst ein Lehramtsstudium an der Universität Uppsala, das er mit einem Bachelor of Arts (B.A.) abschloss. Im Anschluss daran war er von 1905 bis 1926 unter anderem Lehrer an der Volkshochschule von Kramfors, wo sein Vater Rektor war.
1911 wurde ihm auch ein Lizentiat der Philosophie von der Universität Göteborg verliehen.

## Politische Laufbahn

### Sozialdemokratischer Politiker und Aufstieg zum Minister
Sandler begann seine politische Laufbahn 1911 mit der Wahl zum Mitglied des Vorstandes der Sozialdemokratischen Arbeiterpartei (SAP), dem er bis 1952 angehörte. 1912 gehörte er zu den Mitbegründern des Arbeiterbildungsverbandes (Arbetarnas Bildningsförbund), der Bildungsabteilung der schwedischen Arbeiterbewegung. 1917 wurde er darüber hinaus auch Herausgeber der Ny Tid (Neue Zeit), der in Göteborg erscheinenden Tageszeitung der SAP. In diesen Funktionen war er 1920 auch einer der Hauptautoren des marxistisch geprägten Parteiprogramms der Schwedischen Arbeiterpartei.
Bereits 1918 wurde er im Kabinett von Nils Edén zum Staatssekretär des Finanzministers Fredrik Thorsson ernannt. Dieses Amt übernahm er am 10. März 1920 auch im Kabinett von Karl Hjalmar Branting. In dieser Funktion war er von Juli bis Oktober 1920 auch amtierender Finanzminister, als Thorsson Handelsminister wurde.
Branting berief ihn vom 13. Oktober 1921 bis zum 19. April 1923 auch zum Minister ohne Geschäftsbereich in seine zweite Regierung. Schließlich war er auch im dritten Kabinett von Branting vom 18. Oktober 1924 bis zum 24. Januar 1925 Handelsminister, nachdem er auf das Amt des Rektors der Volkshochschule von Brunnsvik verzichtet hatte.

### Ministerpräsident von 1925 bis 1926
Als Branting aus Gesundheitsgründen wenige Wochen vor seinem Tod am 24. Januar 1925 zurücktrat und auch der vorgesehene Nachfolgekandidat Fredrik Thorsson ebenfalls schwer erkrankte, wurde Sandler von König Gustav V. im Alter von erst 41 Jahren zum Ministerpräsidenten von Schweden (Sveriges Statsminister) berufen.
Als Ministerpräsident oblag es ihm dabei insbesondere, die während des Wahlkampfes von der Sozialdemokratischen Arbeiterpartei versprochene Verringerung der Armee durchzuführen. Dabei wurde er insbesondere durch die Freidenkende Volkspartei unterstützt.
Eine weitere wichtige Entscheidung seiner Regierung war die Annullierung einer Entscheidung der Arbeitslosigkeitskommission (Arbetslöshetskommissionen), die eine Weiterbezahlung der streikenden Arbeiter des Stripabergwerkes (Stripa gruva) ablehnte. Dies führte zu einer Regierungskrise, da die liberale und die konservative Mehrheit des Reichstages die Entscheidung der Regierung ablehnte. Das daraufhin durchgeführte Misstrauensvotum führte am 6. Juni 1926 zum Rücktritt Sandlers als Ministerpräsident und der Nachfolge durch Carl Gustaf Ekman.
Im Anschluss daran war er von 1926 bis 1932 Direktor des Statistischen Zentralbüros, Statistiska centralbyrån (SCB).

### Außenminister und Außenpolitiker

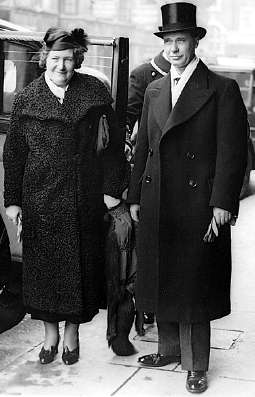
Rickard Sandler mit seiner Ehefrau auf dem Weg zu einem Treffen mit König Georg VI. in London 1937

Nach einem mehrjährigen Rückzug aus der Regierungspolitik wurde er am 26. September 1932 zum Außenminister in das erste Kabinett von Ministerpräsident Per Albin Hansson berufen. Dieses Amt bekleidete er, abgesehen von einer kurzen Unterbrechung während der Regierung von Axel Pehrsson-Bramstorp vom 19. Juni bis zum 28. September 1936, auch im zweiten Kabinett Hansson bis zum 13. Dezember 1939.
Am 13. Dezember 1939 trat er als Außenminister wegen einer Meinungsverschiedenheit mit Ministerpräsident Hansson wegen des Winterkrieges zwischen Finnland und der Sowjetunion zurück. Sandler forderte dabei eine aktive Unterstützung Finnlands nach dem Angriff der Sowjetunion auf das Nachbarland am 30. November 1939, was jedoch durch den Ministerpräsidenten abgelehnt wurde.
Er blieb ein einflussreicher Außenpolitiker seines Landes. Bei der Reichstagswahl 1940 wurde er zum Abgeordneten gewählt. Er war ab 1940 Mitglied des Reichstagsausschusses für Auswärtige Angelegenheiten (Utrikesutskottet), von 1946 bis zu seinem Tod 1964 sogar als dessen Vorsitzender.
Außerdem war er von 1947 bis 1960 Mitglied der schwedischen Delegation bei den Vereinten Nationen (UN).

### Weitere Ämter
Sandler war darüber hinaus auch von 1941 bis 1950 Regierungspräsident (Landshövding) der Provinz Gävleborg.
Daneben wurde er immer wieder zum Vorsitzenden verschiedener Regierungskommissionen ernannt: So war er bereits von 1920 bis 1936 Vorsitzender der Sozialisierungskommission. Nach dem Zweiten Weltkrieg war er von 1945 bis 1947 Vorsitzender der sogenannten Sandler-Kommission, die die schwedische Flüchtlingspolitik der Nachkriegszeit koordinierte. Schließlich wurde er von 1954 bis 1963 zum Vorsitzenden der Verfassungskommission berufen.

## Veröffentlichungen
Neben einer Übersetzung von Karl Marx Das Kapital ins Schwedische veröffentlichte er auch eine weitverbreitete Kurzstudie über die sozialen Klassen mit dem Titel Samhället sådant det är (1911) sowie ein Buch über literarische und historische Schriften mit dem Titel Cipher (1943).